# Monographie der Gattung Saxifraga
Monographie der Gattung Saxifraga (abreviado Monogr. Saxifraga) es un libro con ilustraciones y descripciones botánicas que fue escrito por el botánico alemán, y uno de los más destacados expertos en plantas de su tiempo, responsable del Sistema de Engler de clasificación de las plantas Adolf Engler. Fue publicado en el año 1872.